# Động vật có vỏ

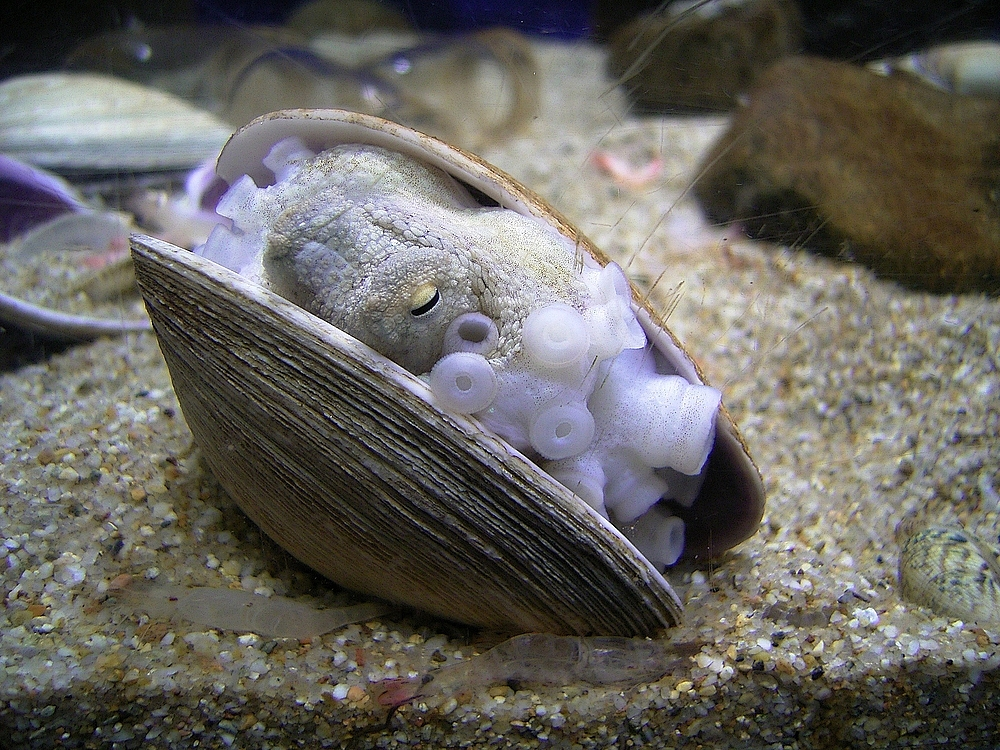
Một con bạch tuộc đang trốn trong một cái vỏ

Động vật có vỏ hay còn gọi là nghêu sò ốc hến là thuật ngữ trong ẩm thực và nghề cá chỉ về một số loài động vật thủy sinh không xương sống nhưng được bao bọc bởi cái vỏ bên ngoài và thường được sử dụng làm thực phẩm, bao gồm các loài nhuyễn thể có vỏ, giáp xác và da gai. Mặc dù hầu hết các loại sò ốc được thu hoạch từ môi trường nước mặn, một số loại được tìm thấy trong vùng nước ngọt. Ngoài ra, một số loài cua đất ăn được, ví dụ loài Cardisoma guanhumi ở Caribê. Chúng thường là động vật sống trong nước. Động vật có vỏ là một trong những chất gây dị ứng thực phẩm phổ biến nhất.

## Tổng quan
Nhiều loại động vật có vỏ (đặc biệt là giáp xác) thực sự có liên quan chặt chẽ với côn trùng tạo thành một trong những lớp chính của Arthropoda. Động vật chân đầu - Cephephopods (mực, bạch tuộc, mực nang) và động vật hai mảnh vỏ (trai, sò, hến, điệp) là nhuyễn thể, cũng như ốc sên và sên. Nhuyễn thể biển quen thuộc được sử dụng như một nguồn thực phẩm của con người bao gồm nhiều loài trai, nghêu, sò, sò điệp. Một số loài giáp xác thường được ăn là tôm, tôm hùm, tôm càng và cua. Loài da gai không được thu hoạch thường xuyên để làm thức ăn như nhuyễn thể và giáp xác; Tuy nhiên loài cá biển này khá phổ biến ở nhiều nơi trên thế giới. Hầu hết các loài động vật có vỏ ăn một chế độ ăn kiêng chủ yếu là thực vật phù du và động vật phù du.
Các nghiên cứu khảo cổ đã chỉ ra rằng con người đã sử dụng sò ốc như một mặt hàng thực phẩm hàng trăm ngàn năm. Trong hiện tại, món ăn có vỏ là một đặc điểm của hầu hết các món ăn trên thế giới, cung cấp một nguồn protein quan trọng trong nhiều món ăn trên thế giới, đặc biệt là ở các nước có vùng duyên hải. Trong ẩm thực Nhật Bản, đầu bếp thường sử dụng sò ốc và trứng cá của họ trong các món ăn khác nhau. Ở vùng Đông Nam Bộ của Mỹ, và đặc biệt là các bang lưu vực, việc nuôi tôm giống là một ngành công nghiệp quan trọng. Một lượng lớn tôm được thu hoạch mỗi năm ở Vịnh Mexico và Đại Tây Dương để đáp ứng nhu cầu tôm quốc gia. Ở địa phương, tôm thường được chiên.